# 金仲
金仲（韓語：김정，1989年4月19日—），朝鲜女子乒乓球運動員。她於2005年開始參與國際性的乒乓球比賽，並曾參加2008年北京奧運、2010年廣州亞運和2012年倫敦奧運等賽事。在2013年世界乒乓球錦標賽中，她與金赫峰在混雙決賽中以局數4-2擊敗南韓對手，贏得北韓34年來首個世乒賽的冠軍。